# 25e cérémonie des Victoires de la musique
La 25e cérémonie des Victoires de la musique a lieu le 6 mars 2010 au Zénith de Paris. Elle est présentée par Nagui et différents animateurs de précédentes éditions. Elle est diffusée en direct et en simultané sur les chaînes de télévisions France 2, TV5 Monde et TV5 Québec Canada ainsi que sur France Inter.
Les noms des artistes nommés sont révélés le 11 janvier et la liste des trophées pour lesquels chacun d'entre eux concourait a fait l'objet d'une conférence de presse le 27 janvier.

## Palmarès
Les gagnants sont indiqués ci-dessous en tête de chaque catégorie et en caractères gras.

### Artiste interprète masculin de l'année

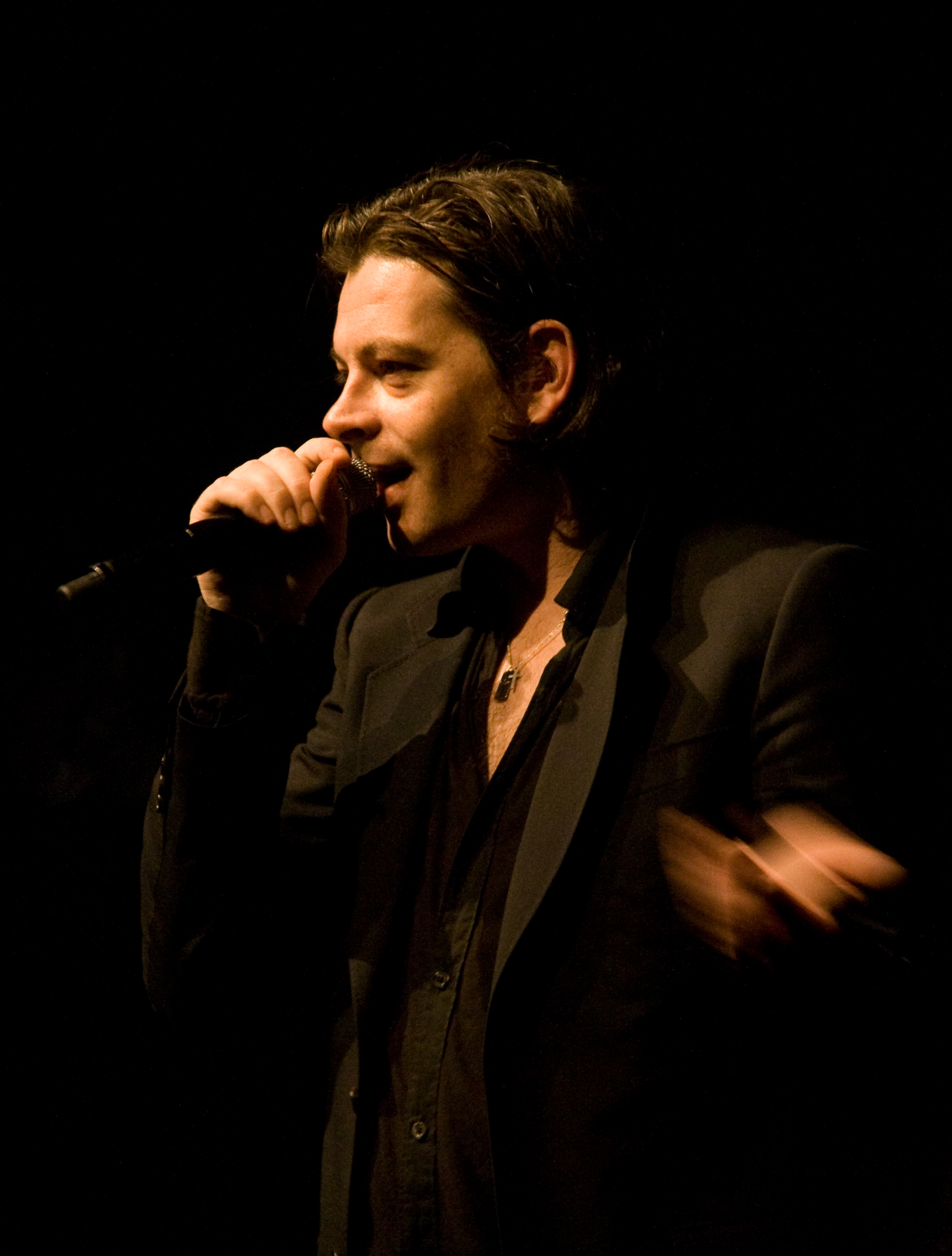
Benjamin Biolay, artiste masculin

- Benjamin Biolay
  - Bénabar
  - Johnny Hallyday
  - Marc Lavoine

### Artiste interprète féminine de l'année

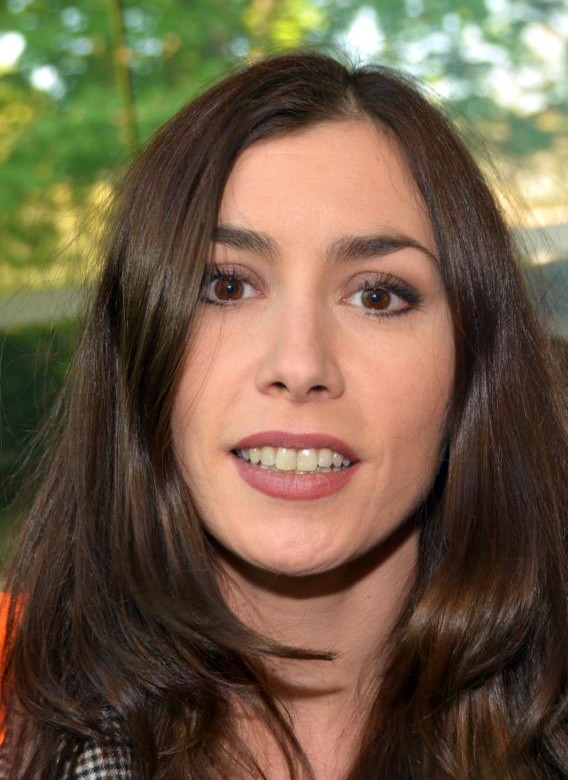
Olivia Ruiz, artiste féminine

- Olivia Ruiz
  - Charlotte Gainsbourg
  - Emily Loizeau
  - Maurane

### Groupe ou artiste révélation du public de l'année

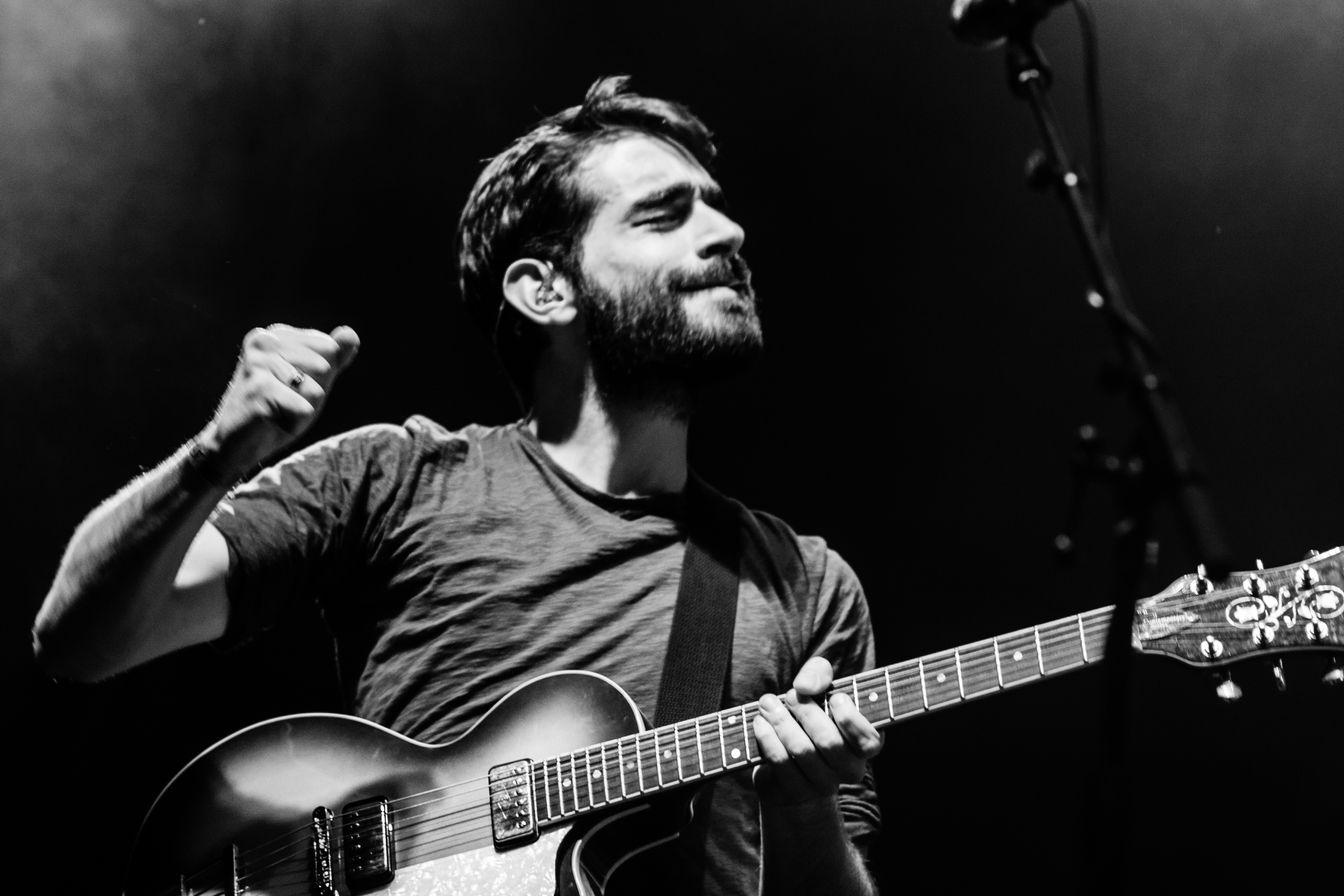
Pony Pony Run Run, groupe révélation du public

- Pony Pony Run Run
  - Cœur de pirate
  - Grégoire
  - La Fouine

### Groupe ou artiste révélation scène de l'année

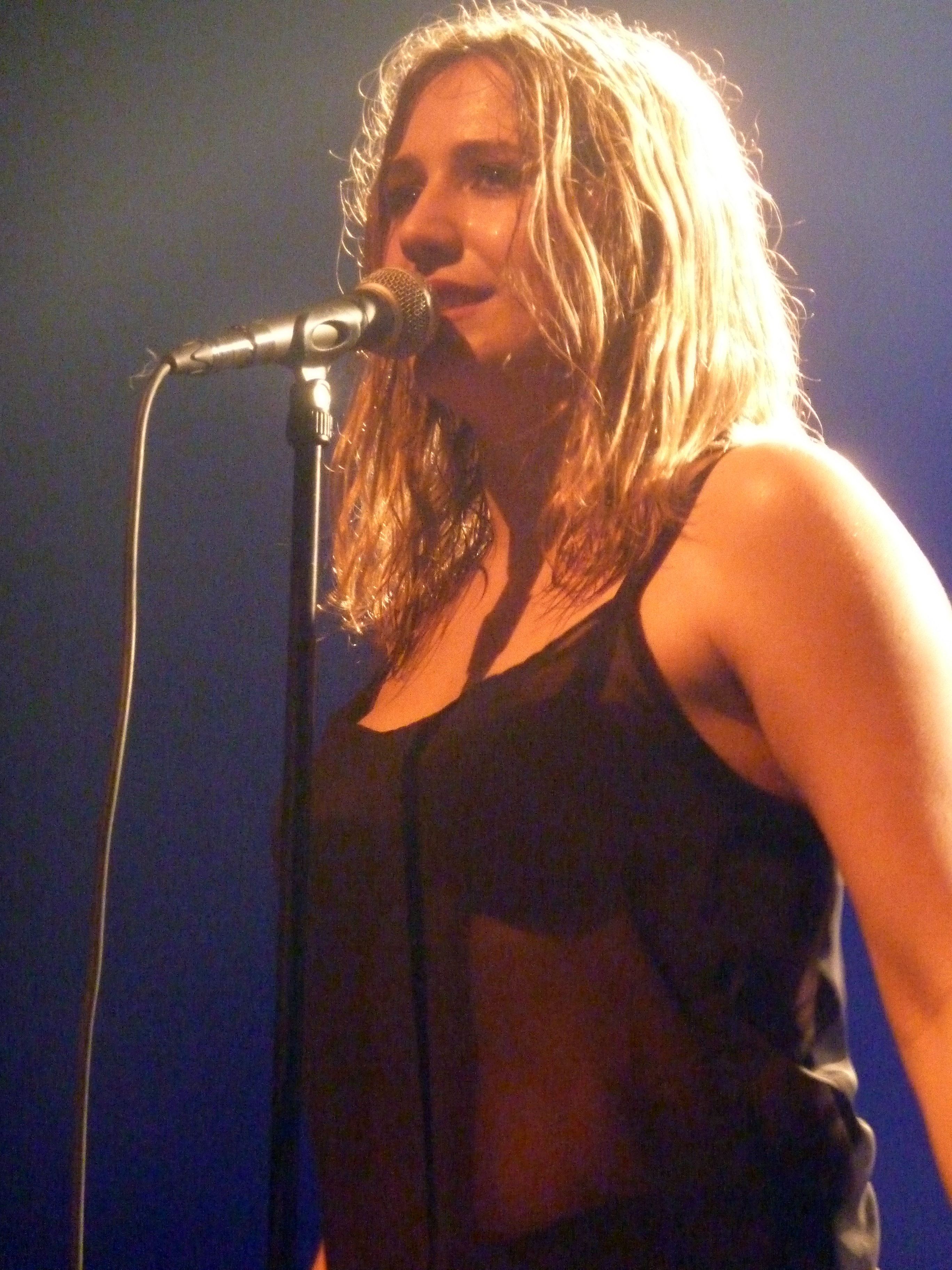
Izia, groupe révélation scène

- Izia
  - Ariane Moffatt
  - Revolver
  - Shaka Ponk

### Album révélation de l'année
- Tree of Life de Yodelice
  - Archimède d'Archimède
  - Music for a While de Revolver
  - Paint Your Face de Sliimy

### Album de chansons/variétés de l'année
- La Superbe de Benjamin Biolay
  - IRM de Charlotte Gainsbourg -
  - Mister Mystère de M
  - Welcome to the Magic World of Captain Samouraï Flower de Pascal Obispo

### Album pop/rock de l'année
- Izia d'Izia
  - Nico Teen Love des BB Brunes
  - La Musique et La Matière de Dominique A
  - La République des Meteors d'Indochine

### Album de musiques urbaines de l'année
- L'Arme de paix d'Oxmo Puccino
  - Réel de Kery James
  - Crise de conscience de Kool Shen
  - Mes repères de La Fouine

### Album de musiques du monde de l'année
- La Différence de Salif Keita
  - Welcome to Mali d'Amadou et Mariam
  - Nha Sentimento de Cesária Évora
  - Bonjour de Rachid Taha

### Enregistrement de musiques électroniques ou dance de l’année
- Manual for a Successful Rioting de Birdy Nam Nam
  - Love 2 d'Air
  - One Love de David Guetta
  - In the Mood for Life de Wax Tailor

### Chanson originale de l'année
- Comme des enfants de Cœur de pirate
  - La Superbe de Benjamin Biolay
  - C'est dit de Calogero
  - Ça m'énerve d'Helmut Fritz

### Spectacle musical, tournée ou concert de l'année
- Johnny Hallyday pour  Tour 66
  - M pour -M- à la Cigale
  - Vincent Delerm pour Vincent Delerm à la Cigale, au Bataclan et en tournée
  - Indochine pour Météor Tour

### Vidéo-clip de l'année
- Elle panique d'Olivia Ruiz
- Les Affranchis d'Alexis HK
- Heaven Can Wait de Charlotte Gainsbourg
- Ce que l'on s'aime de Tryo

### DVD musical de l'année
- Alain Bashung à l’Olympia d'Alain Bashung
  - La Tournée des roses et des orties de Francis Cabrel
  - Daho Pleyel Paris d'Étienne Daho
  - 23 janvier – 18 juillet 2009 de Vincent Delerm

## Victoires d'honneur
- Charles Aznavour : Après un hommage sous forme de pot-pourri de plusieurs de ses chansons (La Mamma par Maurane, Emmenez-moi par Alexis HK, Comme ils disent par Amandine Bourgeois, Tu t'laisses aller par Benjamin Biolay et La Bohème par Nolwenn Leroy), le trophée a été remis à Charles Aznavour, président d'honneur de la soirée, par Frédéric Mitterrand, ministre de la Culture.
- Stevie Wonder : Le chanteur a interprété au piano un pot-pourri composé d'Overjoyed, My Cherie Amour, Free, Sir Duke et Superstition, puis Charles Aznavour lui a remis son trophée.
- Hugues Aufray : Après avoir interprété en duo avec Hugh Coltman une version franco-anglaise de Blowin' in the Wind (adapté en français sous le titre Dans le souffle du vent) de Bob Dylan, le trophée lui a été remis par Daniela Lumbroso et Patrick Sabatier.

## Hommages
- Michael Jackson : Première prestation de la soirée, un pot-pourri de chansons de Michael Jackson a été interprété par M, General Elektriks, Amadou et Mariam et Charlotte Gainsbourg.
- Alain Bashung : Jean Fauque, l'un des paroliers de Bashung, a récité un texte en hommage au chanteur, sur fond d'instrumentaux de ses plus grands succès ; en outre, la Victoire du DVD musical de l'année lui a été décernée un peu plus tard dans la soirée.

## Artistes à nominations multiples
- Charlotte Gainsbourg (3 nominations)
- Benjamin Biolay (3 nominations)
- Izïa (2 nominations)
- Revolver (2 nominations)
- Indochine (2 nominations)
- Olivia Ruiz (2 nominations)
- M (2 nominations)
- Johnny Hallyday (2 nominations)
- Vincent Delerm (2 nominations)
- Cœur de pirate (2 nominations)
- La Fouine (2 nominations)

## Artistes à récompenses multiples
- Olivia Ruiz (2 récompenses)
- Benjamin Biolay (2 récompenses)
- Izïa (2 récompenses)